# Mudasiru Salifu
Mudasiru Salifu (Tamale, 1º aprile 1997) è un calciatore ghanese, centrocampista del Mash'al.

## Carriera

### Club
Dopo aver esordito calcisticamente con la maglia dell'Asante Kotoko, nell'estate del 2022 passa in prestito ai moldavi dello Sheriff Tiraspol, con cui esordisce nelle competizioni europee per club.
Nel gennaio del 2023 firma per i sauditi dell'Al-Batin, sempre con la formula del prestito.